# Need for Speed Unbound
Need for Speed Unbound (стилизованно NFS UNBOUND, с англ. — «Жажда скорости: Свободный») — компьютерная игра в жанре аркадных автогонок, разработанная Criterion Games и изданная Electronic Arts для PlayStation 5, Windows и Xbox Series X/S. Это двадцать пятая часть в серии Need for Speed и первая игра, разработанная Criterion Games, после Need for Speed: Most Wanted 2012 года.
NFS Unbound была представлена Electronic Arts 6 октября 2022 года. Визуальный стиль игры сочетает в себе рисованные элементы, такие как затенение и граффити, наложенные на реалистичную графику, подобную другим играм Need for Speed. Действие игры происходит в вымышленном городе Лейкшор-Сити, вдохновлённом Чикаго. NFS Unbound была выпущена во всем мире 2 декабря 2022 года для Microsoft Windows, PlayStation 5 и Xbox Series X/S.
При запуске игра получила положительные отзывы критиков, которые хвалили игровой процесс, художественное оформление, развитие и графику, но критиковали пресных персонажей, отсутствие инноваций и сюжета. Игрокам также не понравилась музыка, неподходящая к игровому процессу.

## Сюжет
В Лейкшор-Сити игрок по прозвищу «Спиди» и его подруга и напарница Жасмин / Яз ремонтируют старую утильную машину в своей мастерской, принадлежащей их наставнику Райделлу. Выиграв пару гонок, Яз поссорилась с Райделлом из-за машины, устала от ежедневной работы на одной и той же работе и хочет сделать что-то лучше. Она рассказывает игроку, что с ней связался ее друг из приемной системы, Алек, о некоторых работах, связанных с доставкой транспортных средств, бросающих вызов авторитету городской полиции под контролем мэра Стивенсона.
Однажды ночью, после пары гонок, Спиди выполняет миссию по доставке, но никого не находит в точке высадки, а Яз не отвечает на их звонки. Вместо этого в Rydells Rides срабатывает сигнализация. В спешке и предполагая худшее, Спиди мчится обратно в Rydell's Rydes, чтобы стать свидетелем кражи всех автомобилей, над которыми работал Райделл. Столкнувшись с Райделлом и Спиди, Яз отрицает свою причастность, но уезжает на машине после того, как Райделл обвиняет ее в краже и выражает свое разочарование.
Два года спустя количество уличных гонок в Лейкшоре пошло на убыль, Rydell’s Rides изо всех сил пытались остаться открытыми после инцидента. Спиди зарабатывает на жизнь тем, что возит людей, одной из которых является Тесс, с которой Спиди идет на встречу уличных гонок. В этот момент появляется Яз. Спиди обнаруживает, что она является частью команды, которая украла автомобили, и несет ответственность за возрождение уличных гонок в Лейкшоре. Она объявляет The Grand, огромную уличную гонку, победитель которой получит огромную сумму денег. Выслушав историю Спиди и познакомившись с Райделлом, она предлагает финансировать гараж и поездки, а также направлять Спиди в их усилиях пройти квалификацию, отомстить Яз и вернуть машину в обмен на зарабатывание денег, делая ставки на них и против них. Затем Спиди делает несколько доставок для Тесс, многие из которых они с подозрением относятся, но не сомневаются из-за денег.
После победы в квалификационном турнире первой недели Спиди противостоит Яз и бросает вызов Яз на розыгрыш в The Grand. Тесс записывает взаимодействие и гарантирует, что Яз примет условие отказа от машины в финальной гонке. После окончания второй квалификации Спиди снова противостоит Яз, и тогда Тесс раскрывает правду: она зарабатывала деньги, делая ставки на Спиди и против него, но в пользу Алека. Все поставки, которые Спиди делал ранее, были от его имени с использованием ее в качестве посредника. Тесс сообщает им обоим, что Алек хочет заключить сделку со всеми тремя, по которой ни Спиди, ни Яз не выиграют, но им хорошо заплатят за провал гонки. Возмущенная, Яз уходит, чтобы противостоять Алеку, и, испытывая отвращение к действиям Тесс, Спиди говорит ей, что с ними покончено.
Спиди встречается с Яз в гараже Райделла и подтверждает, что слова Тесс были правдой, но она не хотела принимать условия и пришла предупредить Райделла и Спиди. Примирившись на данный момент, Яз предлагает избавить Алека от всей его коллекции автомобилей, которую он незаконно приобрел через Тесс и Спиди, включая те, что были украдены из гаража Райделла, и доставить их законным владельцам. Она упоминает, что Спиди все еще должен победить ее в финале, чтобы вернуть машину. Спиди выигрывает The Grand и возвращает свою машину. Тесс показывает, что она никогда не работала на Алека, а просто зарабатывала деньги на любых ставках и гонках, до которых могла дотянуться, и теперь, когда они выиграли, он разорился и благодарит Спиди за деньги. Спиди и Яз возвращаются в гараж, и она примиряется с Райделлом. Теперь, когда все снова стали друзьями, они готовятся к новым приключениям.

## Игровой процесс
Need for Speed Unbound — гоночная игра, действие которой разворачивается в вымышленном городе Лейкшор-Сити, основанном на Чикаго. Как и в предыдущих играх серии, в ней будет присутствовать открытый мир, а игровой процесс будет похож на предыдущие части, но в основном сосредоточен именно на уличных гонках. Кроме того, уровень погони из Need for Speed Heat также будет присутствовать в Unbound, благодаря чему игрок сможет попытаться завоевать известность у полиции. Кроме того, как и в предыдущих частях, в игре будут представлены различные формы кастомизации, такие как установка различных обвесов, добавление сплиттера или даже полное удаление переднего или заднего бамперов.

## Разработка и релиз
В феврале 2020 года было объявлено, что разработка будущих игр Need for Speed вернется к студии Criterion Games, поскольку студия EA Gothenburg была закрыта. Criterion Games ранее работали над Hot Pursuit (2010) и Most Wanted (2012). Первоначально планировалось выпустить игру в 2021 году, но ее перенесли на 2022 год, поскольку команду временно переназначили для помощи в разработке печально известной Battlefield 2042. В мае 2022 года EA объявила об объединении Codemasters Cheshire с Criterion Games, создав большую команду для работы над игрой.
За несколько дней до анонса фанаты заметили, что EA случайно раскрыла название своей будущей игры Need for Speed на своем веб-сайте. Кроме того, фанаты также заметили, что рекламные изображения игры были опубликованы раньше на веб-сайте японского ритейлера Neowing. Официально Unbound был представлен 6 октября 2022 года в трейлере, демонстрирующем художественный стиль игры в стиле «стрит-арт», а также с участием рэпера A$AP Rocky, у которого в игре будет свой собственный режим, а также часть его музыки была представлена вместе с AWGE. EA заявила, что игра будет получать бесплатные обновления после запуска.
Unbound также получил специальный совместный роскошный релиз с британским брендом уличной одежды и образа жизни Palace. За дополнительную плату по сравнению с базовой игрой NFS Unbound Palace Edition включает в себя различные фирменные бонусы, в том числе четыре автомобиля с ливреями Palace и 20 предметов одежды под маркой Palace для игрового персонажа игрока.
29 ноября 2022 года в Need for Speed Unbound был выпущен ранний доступ к Palace Edition: участники EA Play (включая участников Xbox Game Pass Ultimate) могли опробовать его в течение десяти часов, а участники EA Play Pro имели неограниченный ранний доступ. Игра была официально выпущена 2 декабря 2022 года. Локализация игры на русском языке отсутствует.

## Отзывы критиков
| Сводный рейтинг    | Сводный рейтинг                     |
| Агрегатор          | Оценка                              |
| ------------------ | ----------------------------------- |
| Metacritic         | PC: 73/100 PS5: 77/100 XSXS: 77/100 |
| Иноязычные издания |                                     |
| Издание            | Оценка                              |
| Digital Trends     | [ 25 ]                              |
| Eurogamer          | Рекомендуем                         |
| Game Informer      | 8,5/10                              |
| GameSpot           | 7/10                                |
| GamesRadar+        | [ 29 ]                              |
| Hardcore Gamer     | 4/5                                 |
| IGN                | 7/10                                |
| PC Gamer (US)      | 76/100                              |
| Push Square        | 8/10                                |
| Shacknews          | 6/10                                |
| GamePro (DE)       | 83/100                              |

Согласно Metacritic, версия Need for Speed Unbound для PlayStation 5 получила «в целом положительные отзывы», а версии для ПК и Xbox Series X получили «смешанные или средние отзывы».
Это была 17-я самая продаваемая розничная игра в Великобритании за неделю выпуска. Продажи игры упали на 64 % по сравнению с ее предшественницей Need for Speed Heat.